# Цона Меркато Ортофрутиколо (Модена)
Цона Меркато Ортофрутиколо је насеље у Италији у округу Модена, региону Емилија-Ромања.
Према процени из 2011. у насељу је живело 72 становника. Насеље се налази на надморској висини од 110 м.